# Comté palatin de Tübingen
1146–1342
Entités précédentes :
- Duché de Souabe

Entités suivantes :
- Comté de Wurtemberg

Le comté palatin de Tübingen (en allemand : Pfalzgrafschaft Tübingen) est un État du Saint-Empire romain. La dynastie comtale, basée à l'origine à Nagold en Souabe, réussi à acquérir de vastes territoires autour du château de Tübingen en cours de son existence, se démarquant par la fondation d'un grand nombre de monastères sur leur territoire. 
Durant le Moyen Âge central, toutefois, plusieurs facteurs ont contribué à leur déclin économique, notamment les frais de maintien de la cour et les dons extravagants aux monastères qu'ils ont fondés. La dyanstie elle-même a connu une fragmentation en de nombreuses branches cadettes, les plus longues étant les comtes de Tübingen-Lichteneck (jusqu'en 1664) et les comtes de Montfort à Tettnang (1779). 

## Histoire

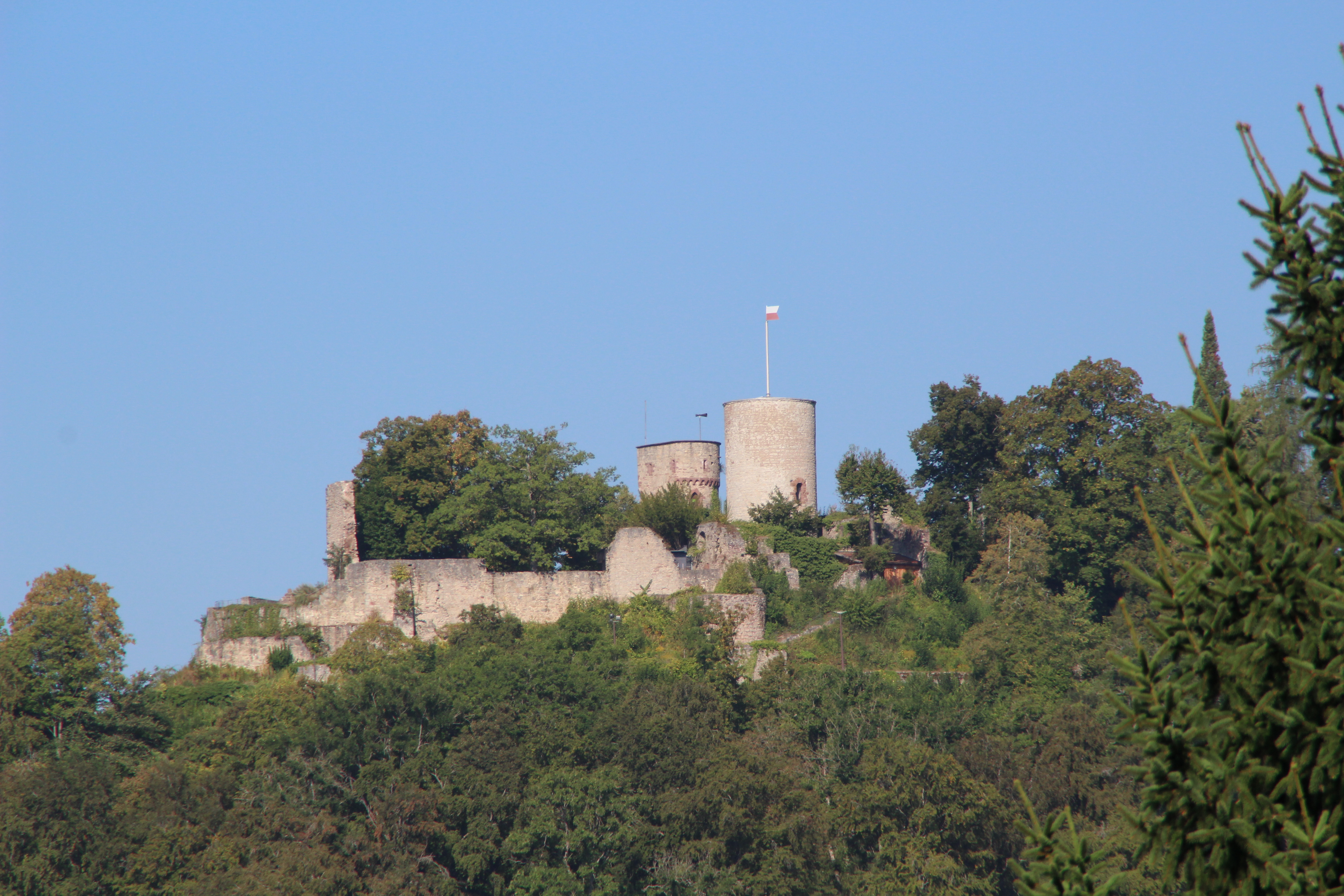
Château de Hohennagold.

Le plus ancien comte documenté de Nagold est Anselme l'Ancien, qui possède le domaine de Kuppingen (aujourd'hui un quartier de Herrenberg) vers 966. Il est suivi par Anselme le Jeune, mentionné dans les registres de 1027 et 1048. Entre ces deux comtes (les deux seuls désignés « du Nagoldgau »), un certain Hugues Ier de Nagold, vraisemblablement de la même famille, apparaît en 1007, lorsqu'il est investi des domaines royaux de Holzgerlingen et de la forêt impériale de Schönbuch. 
La ville de Tübingen apparaît pour la première fois dans les archives officielles en 1191, et le château local, Hohentübingen, a des archives remontant à 1078 (en tant que castrum Twingia) lorsqu’elle fut assiégée par Henri IV, roi des Romains dans le contexte de la querelle des Investitures. Le comte Hugo III, frère d'Anselme le Jeune et allié de l'anti-roi Rodolphe de Rheinfelden, se soumet néanmoins au roi l'année suivante. Les frères ont également fondé l'abbaye de Blaubeuren vers 1085

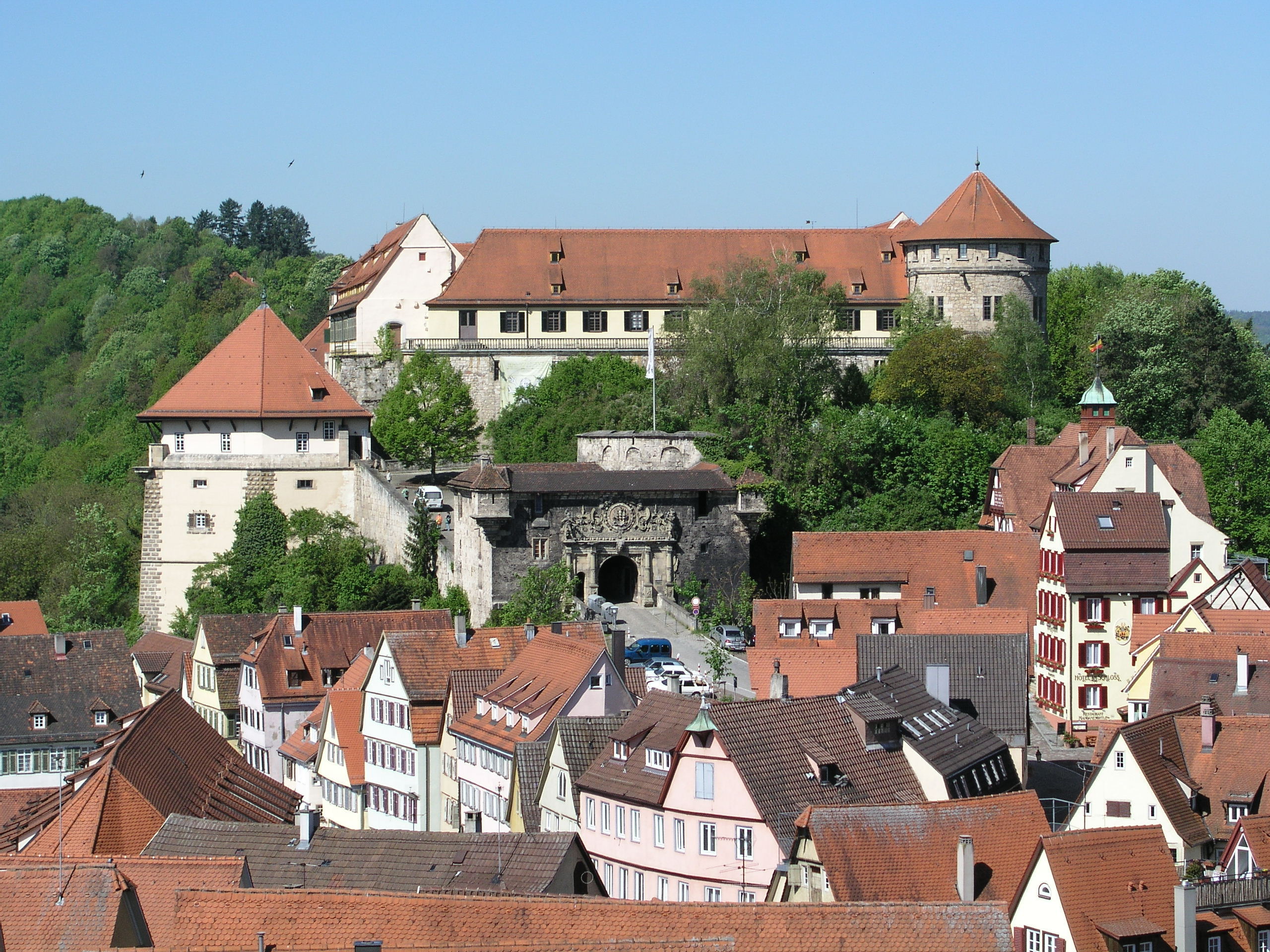
Château de Hohentübingen.

À partir de 1146, Hugues V de Nagold (1125-1152) porte le titre de comte palatin (Pfalzgraf), comme Hugues Ier de Tübingen. Cette promotion est probablement due aux services rendus à Conrad III, le premier roi Hohenstaufen de Germanie, élu en 1138. À ce stade, la fonction de comte palatin n'est plus liée à sa tâche initiale consistant à maintenir un palais royal (d'où le terme « palatin »); elle indique plutôt que le titulaire exerce un certain degré de pouvoir et d'autorité en tant que représentant officiel du roi dans un duché ethnique, faisant de Hugues la personne la plus importante au-dessous du duc de Souabe. En tant que comte palatin, il obtient également le droit d'exercer des pouvoirs judiciaires à la place du roi, en plus du droit de chasse, du droit de percevoir les coutumes et du droit de frapper des pièces - comme le démontre le pfennig de Tübingen, qui est frappé à partir de 1185. 
Le comte palatin Hugues II (1153-1182) gagne Bregenz et d'autres biens en Rhétie, à Tettnang et Sigmaringen par alliance avec la héritière Élisabeth de Bregenz (1152-1216). En 1171, Hugues II fonde l'abbaye de Marchtal et son premier fils, Rodolphe Ier (mort en 1219), fonde l'abbaye de Bebenhausen en 1183. Loin au nord, Rodolphe acquiert également le domaine de Giessen par le biais de son mariage avec la comtesse Mathilde de Gleiberg (morte après 1203, une petite-fille du comte Guillaume Ier de Luxembourg), qui sera finalement vendue au landgrave Henri Ier de Hesse en 1264. Le deuxième fils de Hugues II fonde la dynastie des Montfort, sous le nom de Hugues Ier de Montfort (mort en 1230). 
À la mort de Rodolphe Ier, son fils aîné et celui de Mathilde, Rodolphe II (1224-1247), devient souverain de Horb, Herrenberg et Tübingen. Leur deuxième fils Guillaume (mort avant 1256) fonde par la suite la ligne Asperg-Giessen-Böblingen. Le fils de Rodolphe II, à l'origine nommé Rodolphe III de Tübingen, crée la dynastie des Herrenberg, comme Rodolphe Ier de Tübingen-Herrenberg (mort en 1277). 

### Déclin
Au début des années 1300, le comte palatin Geoffroy Ier (Götz, mort en 1316), petit-fils de Huillaume, est profondément endetté envers l'abbaye de Bebenhausen. Il cède des droits étendus à l'abbaye, transférant même le contrôle de Böblingen et de Calw. En 1311, Henri VII, roi des Romains impose l'interdiction impériale au comte Eberhard Ier du Wurtemberg et Geoffroy est nommé Feldhauptmann dans l'armée impériale, bat Eberhard en mai de la même année. En signe de gratitude, la ville d'Esslingen assume les dettes de l'abbaye et parvient à récupérer les deux villes. 
Cependant, ses fils et son petit-fils, Geoffroy III, se retrouvent bientôt si endettés qu'ils vont signer un autre accord d'allègement de la dette, cette fois avec la ville de Tübingen, avec le comte Ulrich III de Wurtemberg (le fils d'Eberhard) en tant que garant. Pendant une période de neuf ans, la ville bénéficie d'un large éventail de privilèges, notamment le droit d'élire leurs propres baillis (Amtmänner, huissiers de justice) et de déterminer le mode de répartition de leurs recettes fiscales. Mais en 1342, Geoffroy se trouve en conflit avec Ulrich. Ordonné par l'empereur Louis le Bavarois de restituer pleinement, il est forcé de vendre Tübingen à Ulrich pour 20.000 or Hallers . 
Au cours du Moyen Âge, les différentes branches de la dynastie se sont éteintes: Horb en 1293, Asperg après 1357, Böblingen en 1377 et Herrenberg jusqu'en 1667. Le dernier membre masculin de la famille à porter le nom était Jean-Georges, fils illégitime du comte Conrad-Guillaume de Tübingen-Lichteneck. Il sert le duc Jean Ier de Wurtemberg pendant la guerre de Trente Ans en tant que commandant des défenses au château de Hohentübingen. Le 3 novembre 1667, il meurt sans héritier masculin.
Après le comté palatin est vendu au comté de Wurtemberg (ou donné à l'abbaye de Bebenhausen), il fait depuis partie du duché de Wurtemberg (1495-1806), le royaume de Wurtemberg (1806-1918), l'état libre populaire de Wurtemberg (1918-1945) et le Bade-Wurtemberg (depuis 1952).

### Héraldique
Les armoiries des comtes palatins de Tübingen ont toujours la même conception de base, mais avec différentes combinaisons de couleurs, représentant les différentes branches de la famille. Le blason original consiste en une bannière à trois queues rouge (gonfanon) avec des anneaux et des franges en or sur un bouclier en or. 

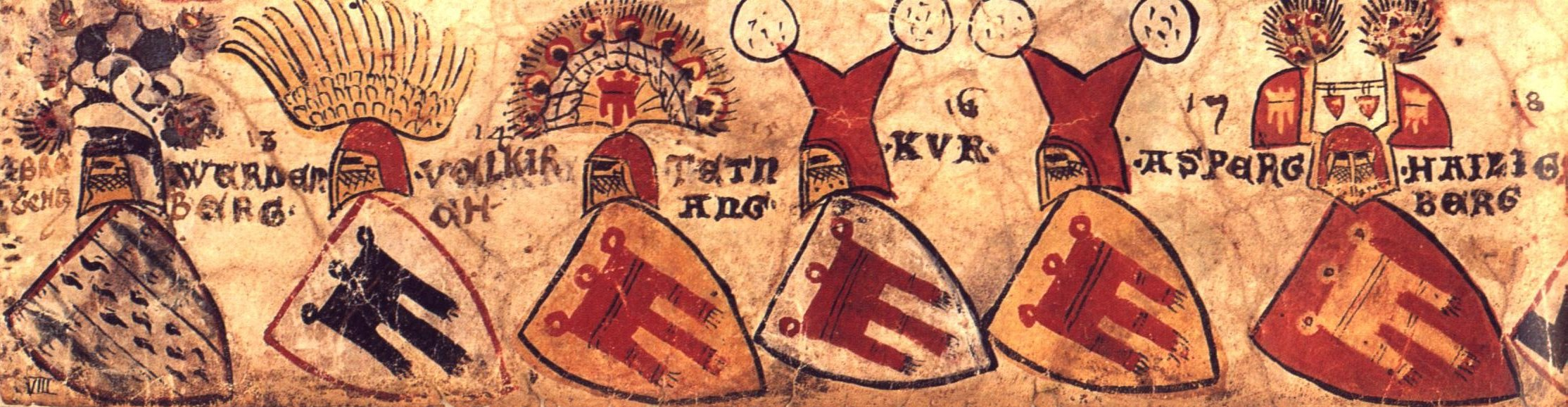
Différentes branches de la famille, comme indiqué dans l'armorial de Zurich

Les comtes de Montfort adoptent la bannière rouge de leurs armoiries d'origine, mais les ont placés sur un bouclier d'argent au lieu d'un bouclier en or. Cette version est utilisée comme armoiries de l’État autrichien du Voralberg et apparaît également comme un écusson sur le drapeau de l'État . 
Les comtes de Werdenberg, qui se séparent de la dynastie de Montfort, utilisent une bannière noire en argent, tandis que Werdenberg-Vaduz utilise une bannière en argent en noir et Werdenberg-Sargans une bannière en argent en rouge. Ces derniers figurent dans les armoiries de la maison Fürstenberg, acquise par les comtes de Fürstenberg après l’extinction de la ligne Werdenberg-Sargans-Trochtelfingen. 
Les armoiries du comté de Tübingen - ou ses branches cadettes - sont placées dans les armoires de plusieurs régions de la région, notamment Tübingen, Herrenberg, Böblingen et Horb. Bien que Horb adopte plus tard les armes du Hohenberg, les autres villes les ont conservées à ce jour. Herrenberg inversa les couleurs, avec une bannière en or sur un bouclier rouge. En ce qui concerne Tübingen, le duc Ulrich de Württemberg ajoute une paire de bras croisés tenant des bois au-dessus du bouclier en 1514.

## Généalogie
Remarque: Les listes suivantes sont simplifiées. Cela n'inclut pas les personnes décédées jeunes ou n'ayant autrement aucune incidence sur le cours global de l'histoire de la famille. 
1. Hugo Ier de Tübingen (= Hugo V de Nagold) († env. 1152), peu avant 1146 promu comte palatin de Souabe, ∞ Hemma de Zollern, fille de Frédéric Ier de Zollern
  1. Frédéric, comte palatin de Tübingen, 1152-1162 [3]
  2. Hugo II (1115-1182), comte palatin de Tübingen 1152-1182, Élisabeth, comtesse de Bregenz, héritière de Bregenz, Montfort et Sigmaringen ; fille de Rodolphe Ier de Bregenz
    1. Rodolphe Ier (1160-1219), comte palatin de Tübingen 1182-1219; fonde l'abbaye de Bebenhausen en 1183; ∞ Mathilde de Gleiburg, héritière de Giessen
      1. Rodolphe II († 1247), comte palatin de Tübingen, Vogt de Sindelfingen
        1. Hugo IV († 1267), comte palatin de Tübingen, comte de Horb, fondateur de la lignée Horb
          1. Rodolphe (* 1259; † 1280), membre de l'Ordre teutonique [4]
          2. Louis, comte de Horb; après sa mort, Horb est acquis par les comtes de Hohenberg après s'être marié avec sa sœur
          3. Liutgard ∞ Burkhard IV de Hohenberg

        2. Rodolphe Ier "der Scheerer" [5] († 1277), comte de Tübingen à Herrenberg, fondateur de la ligne Herrenberg  Tübingen-Herrenberg [6] 

Tübingen-Herrenberg

          1. Eberhard († 1304), comte palatin de Tübingen; vend Tübingen à la ligne de Böblingen en 1294
          2. Rodolphe II "der Scheerer" [7] († 1317), comte de Tübingen à Herrenberg 
            1. Selon certaines sources, Conrad Ier "der Scheerer" [8] († 1376), comte de Herrenberg 
              1. Conrad II († 1391), comte de Herrenberg; vend Herrenberg à Württemberg en 1382 
                1. Anastasie de Tübingen, abbesse de l'abbaye de St. Marguerite à Waldkirch  Tubingue-Asperg [9] 

Tubingue-Asperg

        3. Mathilde de Tübingen ∞ Bouchard V de Hohenberg († 1253)
          1. Gertrude de Hohenberg († 1281) ∞ Rodolphe Ier du Saint-Empire († 1291)

      2. Guillaume († 1252), comte d'Asperg-Giessen-Böblingen (la "ligne Asperg") 
        1. Rodolphe IV († 1271), comte de Böblingen 
          1. Geoffroy Ier († 1316), comte de Böblingen, comte palatin de Tübingen, ∞ Élisabeth de Fürstenberg
            1. Guillaume († 1327), comte palatin de Tübingen 
              1. Geoffroy II († 1369), comte palatin de Tübingen; vend Tübingen à Wurtemberg en 1342; hérite de Lichteneck via son épouse, fonde la ligne Tübingen-Lichteneck (voir ci-dessous)

            2. Agnès ∞ Ulrich de Rechberg l'Ancien [10]

        2. Ulrich Ier († 1283), comte d'Asperg; vend Giessen aux landgraves de Hesse en 1264 
          1. Ulrich II († 1341), comte de Beilstein; vend Asperg à Württemberg en 1340; Anne, comtesse de Löwenstein, héritière de Beilstein
            1. Guillaume († 1357); vend Beilstein à Wurtemberg en 1340

    2. Hugo III de Tübingen (Hugo Ier de Montfort, 1185-1228 / 30), comte de Bregenz et Montfort, fondateur de la ligne Montfort [11] d'où est née la branche de Werdenberg

  3. Henri de Tübingen (* vers 1118, † 7 avril 1167 lors d'une épidémie dans la péninsule italienne)

### Branche de Tübingen-Lichteneck
1. Geoffroy II († 1369), comte palatin de Tübingen, vend Tübingen au Wurtemberg en 1342 mais conserve le titre de "comte de Tübingen" via son mariage avec Clara de Fribourg, il devient seigneur de Lichteneck 
  1. Conrad I († 1414), comte de Lichteneck 
    1. Marguerite ∞ Hesso de Bade-Hachberg, margrave de Bade
    2. Conrad II († 1449), comte de Lichteneck
    3. Rodolphe "de Scheer" (* 1414) 
      1. Conrad [III] († 1477), comte de Lichteneck; ∞ Anne de Lupfen [12]
        1. Georges I († 1507), comte de Tübingen, seigneur de Lichteneck 
          1. Conrad III († 1569), comte de Tübingen, seigneur de Lichteneck Comtes George II et Conrad IV de Tübingen, seigneurs de Lichteneck

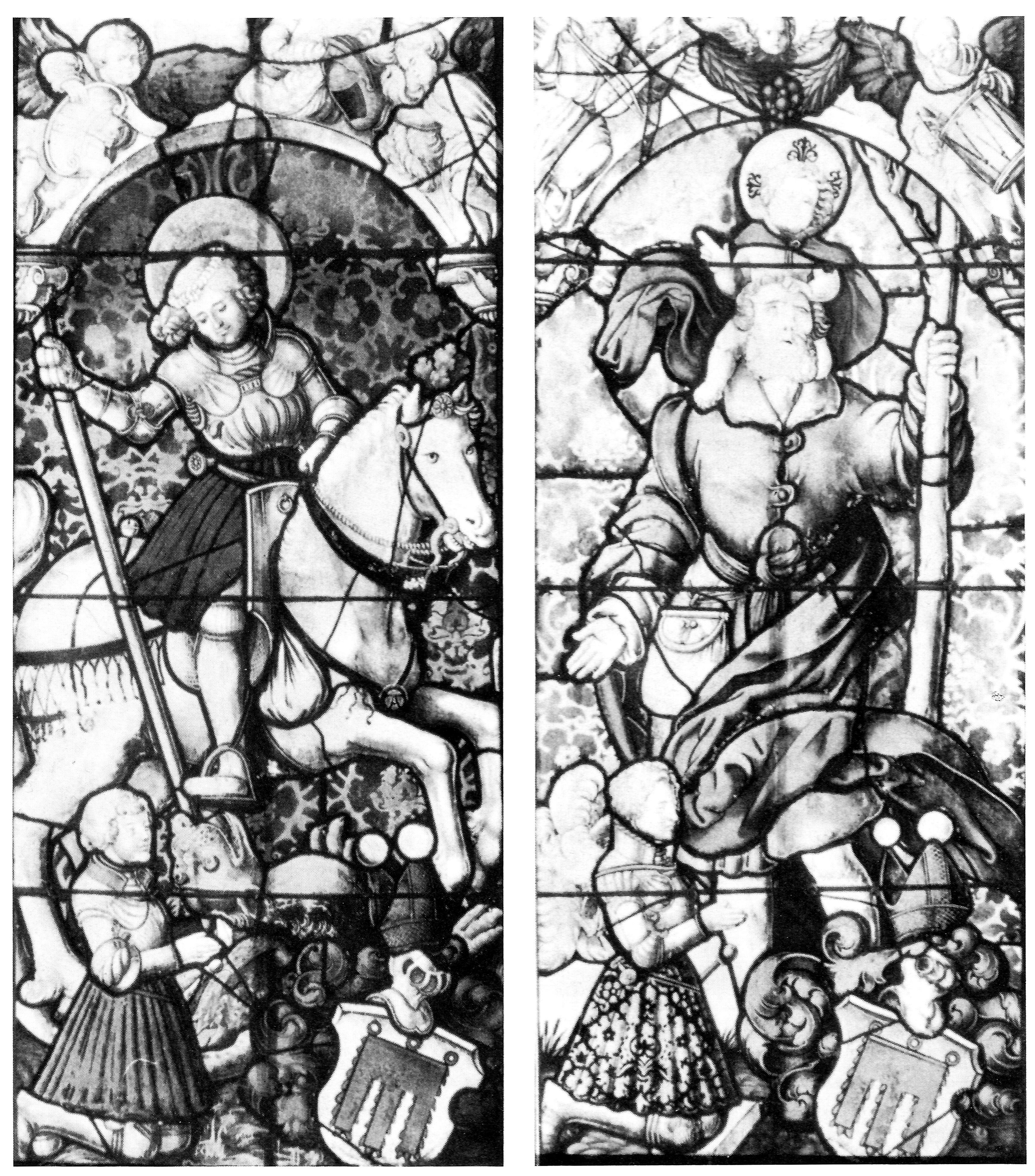
Comtes George II et Conrad IV de Tübingen, seigneurs de Lichteneck

            1. Conrad IV († 1569), comte de Tübingen, seigneur de Lichteneck; après 1536 seigneur de Lichteneck et du Limbourg [12]
              1. Agathe, comtesse de Tübingen, ∞ Eberhard, comte de Hohenlohe († 5 mars 1570)
              2. Georges III († 1570 dans un feu au château de Waldenburg pendant le carnaval), comte de Lichteneck, Walpurg, comtesse d'Erbach [12]
                1. Eberhard (* 1573, † 14 septembre 1608), comte de Lichteneck, conseiller du duché de Wurtemberg; à partir de 1587, Obervogt de la Forêt-Noire
                  1. Georges-Eberhard († 9 septembre 1631), comte de Lichteneck
                  2. Conrad-Guillaume († 1630), comte de Tübingen-Lichteneck 
                    1. Élisabeth-Bernhardine (* 11 octobre 1624; † 4 novembre 1666) ∞ Charles, comte de Salmburg-Neuburg, qui hérite de Lichteneck pour le vendre ensuite en 1664

                2. Albericus (* 1573, † 25 octobre 1592 - tué par des gardes à Strasbourg )

            2. Georges II, comte de Tübingen (décédé célibataire)

          2. Henri, chevalier teutonique [12]
          3. Jean, chevalier teutonique [12]
          4. Marguerite, abbesse de Buchau (* 1496) [12]

## Sources
- Ludwig Schmid: Geschichte der Pfalzgrafen von Tübingen, nach meist ungedruckten Quellen, nebst Urkundenbuch. Ein Beitrag zur schwäbischen und deutschen Geschichte [History of the Counts Palatine of Tübingen : according to mostly unprinted sources and historic documents ; a contribution to Swabianand German history]. Bibliothèque d'État de Bavière: Fues, Tübingen 1853.
- Gerhard Köbler: Historisches Lexikon der deutschen Länder, 2e éd., Beck, München 1989.
- Decker-Hauff, Hansmartin / Quarthal, Franz [éds. ]: Die Pfalzgrafen von Tübingen. Städtepolitik - Pfalzgrafenamt - Adelsherrschaft im Breisgau, Sigmaringen 1981.